# Trofeo Ciudad de Palma
Das Sommerturnier Trofeo Ciudad de Palma ist ein internationales Fußballturnier in Palma auf den Balearen. Die teilnehmenden Vereine nutzen das Turnier als Vorbereitung für die nationale Liga-Saison.

## Modus
Der Trofeo Ciudad de Palma wurde 1950, 1962–1998, 2005–2008 sowie seit 2010 in Palma, der Hauptstadt der spanischen Mittelmeerinsel Mallorca, ausgespielt, bis 1967 jedoch unter dem Namen Trofeo Triangular de Palma; 1968 hieß es Trofeo Cuadrángular de Palma. Fast immer nahm der ortsansässige Verein RCD Mallorca teil. Die Trophäe wurde 1950,
1962–1967 und 1976 von drei Mannschaften in einem Rundenturnier ausgespielt; dem Namen nach (Cuadrángular) spielten 1968 vier Teilnehmer ein Rundenturnier. 1969–1990 spielten in der Regel vier Teams im K.-o.-System inklusive eines Spiels um Platz 3. 1987, 1991–1994 und, im Falle einer Austragung, seit 1998 spielt nur noch der RCD Mallorca gegen einen ausgewählten Verein.

## Das Abschneiden der Vereine des deutschen Sprachraums
Bisher haben insgesamt ein österreichischer und sieben deutsche Bundesligavereine teilgenommen, der Hamburger SV als einziger zweimal. Gewonnen wurde das Turnier zuerst 1989 von Fortuna Düsseldorf durch einen 2:1-Finalsieg über den FC Barcelona, dann von Bayer 04 Leverkusen (1998), Hertha BSC (2005) und vom Hamburger SV (2012). Diesen drei Vereinen reichte ein einziges Spiel gegen den Gastgeber RCD Mallorca zum Turniersieg. Der FC Bayern München (2007) verlor dieses aber. Der 1. FC Köln (1970) und Eintracht Frankfurt (1972) mussten sich erst in das Finale kämpfen, das sie dann verloren. Bei seiner ersten Teilnahme (1969) wurde der Hamburger SV nur Vierter und Letzter, ebenso wie der FK Austria Wien (1974), der einzige Teilnehmer Österreichs.

## Siegerliste
| - 1950 Real Saragossa - (1951–1961 nicht ausgetragen) - 1962 RCD Mallorca - 1963 Nicht gehalten - 1964 Espanyol Barcelona - 1965 Atlético Baleares - 1966 CE Constància - 1967 Estudiantes de La Plata - 1968 RCD Mallorca - 1969 FC Barcelona | - 1970 ZSKA Sofia - 1971 ZSKA Sofia - 1972 Stadtauswahl Budapest - 1973 Spartak Moskau - 1974 FC Barcelona - 1975 Real Madrid - 1976 Spartak Moskau - 1977 Betis Sevilla - 1978 FC Flamengo Rio de Janeiro - 1979 FC Barcelona | - 1980 Real Madrid - 1981 FC Barcelona - 1982 Paris Saint-Germain - 1983 Real Madrid - 1984 Universidad Catolica - 1985 Gremio Porto Alegre - 1986 FC Barcelona - 1987 RCD Mallorca - 1988 FR Botafogo - 1989 Fortuna Düsseldorf | - 1990 Real Madrid - 1991 RCD Mallorca - 1992 RCD Mallorca - 1993 FC Valencia - 1994 RCD Mallorca - 1995 Vasco da Gama - 1996 Atletico Madrid - 1997 RCD Mallorca - 1998 Bayer 04 Leverkusen - (1999–2004 nicht ausgetragen) | - 2005 Hertha BSC - 2006 Inter Mailand - 2007 RCD Mallorca - 2008 PSV Eindhoven - (2009 nicht ausgetragen) - 2010 RCD Mallorca - 2011 SSC Neapel - 2012 Hamburger SV - 2013 Recreativo Huelva - 2014 RCD Mallorca | - 2015 UD Levante - 2016 FC Granada - 2017 RCD Mallorca - 2018 RCD Mallorca |